# Crvenomorski galeb
Crvenomorski galeb (lat. Ichthyaetus leucophthalmus) mali je galeb koji je endem Crvenog mora. Njegov najbliži rođak je tamnoprsi galeb. Jedan je od najrjeđih galebova na svijetu, s populacijom od 4.000-6.500 parova. Vrsta je od strane IUCN-a svrstana u kategoriji bliska opasnost, a ljudski pritisak i zagađenje naftom smatraju se glavnim prijetnjama. Kao što je slučaj s mnogim galebovima, tradicionalno je bio smješten u rod Larus.

## Opis
Perje odraslih crvenomorskih galebova u sezoni parenja ima crnu "kapuljaču" koja se s donje strane proteže dolje na gornji dio grla, a na bočnim stranama vrata omeđena je uskom bijelom trakom. Gornji dio i unutarnja gornja krila su srednje tamno sive boje; prsa su srednje siva, ali ostatak donjeg dijela je bijel. Sekundarno perje je crno s bijelim zadnjim rubom, a primarno je crno. Podkrilo je tamno, a rep bijel. Odrasle ptice u perju van sezone parenja su slični, ali kapuljača je prošarana malim bijelim mrljama.
Crvemomorski galeb stječe odraslo perje u dobi od dvije do tri godine. Mlade ptice imaju vrlo različito perje - čokoladno smeđe na glavi, vratu i prsima te sa smeđim, široko blijedo-resama, perjem na gornjim i gornjim krilima i crnim repom. U prvoj zimi ptice dobivaju sivije perje na glavi, prsima i gornjim dijelovima; perje druge zime bliže je perju odrasle osobe, ali mu nedostaje kapuljača.
Karakteristična značajka crvemomorskog galeba u svim uzrastima je njegov dugački vitki kljun. On je crn u mlađih ptica, ali u odraslih je tamnocrven s crnim vrhom. Noge su žute - najblijeđe su u mlađih ptica, najsvjetlije u odraslih u sezoni parenja. Iako engleski naziv (white-eyed gull, bjelooki galeb) upućuje na to, samo oko nije bijelo; već taj naziv dolazi od bijelih polumjeseca oko očiju, koji su prisutni u svim dobnim skupinama.

## Rasprostranjenost
Razmnožava se na obalnim otocima sa stijenama i pješčanim plažama, poput Sijalskih otoka u Crvenom moru, od srpnja do rujna. Ostatak godine javlja se u cijelom Crvenom moru, a neke ptice putuju u Oman i Somaliju.

## Vanjske poveznice
|  | Zajednički poslužitelj ima stranicu o temi Ichthyaetus leucophthalmus    |
|  | Zajednički poslužitelj ima još gradiva o temi Ichthyaetus leucophthalmus |
|  | Wikivrste imaju podatke o taksonu Ichthyaetus leucophthalmus             |